# Josep Puig i Miracle
Josep Puig i Miracle fou un empresari i polític català, alcalde de l'Hospitalet de Llobregat en els primers anys del franquisme.
Durant la Segona República Espanyola treballava com a gerent de la Cooperativa obrera del vidre de la Torrassa, i segons els informes oficials simpatitzava amb el Partit Republicà Radical. Durant les eleccions generals espanyoles de 1936 fou apoderat del Front Popular.
Després de la guerra civil espanyola s'afilià a la Falange Española de las JONS. Fou alcalde accidental de l'Hospitalet de Llobregat en el període 1944-1945. El 1948 va formar part d'una candidatura d'oposició a Enrique Jonama pel terç familiar, de la que en formaven part antics militants del Partit Republicà Radical i un antic militant d'ERC, però fou derrotada per la candidatura oficial.